# Broc, Maine-et-Loire

Broc este o comună în departamentul Maine-et-Loire, Franța. În 2009 avea o populație de 346 de locuitori.